# Fredric Jameson
Fredric Jameson, född 14 april 1934 i Cleveland, Ohio, död 22 september 2024 i Durham, North Carolina, var en amerikansk litteraturkritiker, marxistisk statsvetare och filosof. Några av hans mest kända böcker är Postmodernism: The Cultural Logic of Late Capitalism, The Political Unconscious och Marxism and Form. Jameson var även William A. Lane-professor vid Duke University.

### Böcker
- Sartre: The Origins of a Style. New Haven: Yale University Press. 1961
- Marxism and Form: Twentieth Century Dialectical Theories of Literature. Princeton: Princeton University Press. 1971
- The Prison-House of Language: A Critical Account of Structuralism and Russian Formalism. Princeton: Princeton University Press. 1972
- Fables of Aggression: Wyndham Lewis, the Modernist as Fascist. Berkeley: University of California Press. 1979
- The Political Unconscious: Narrative as a Socially Symbolic Act. Ithaca, N.Y.: Cornell University Press. 1981
  - Det politiskt omedvetna: Berättelsen som social symbolhandling (översättning Sara Danius, Stefan Helgesson och Stefan Jonsson, Symposion, 1994)
- The Ideologies of Theory. Essays 1971–1986. Vol. 1: Situations of Theory. Minneapolis: University of Minnesota Press. 1988
- The Ideologies of Theory. Essays 1971–1986. Vol. 2: The Syntax of History. Minneapolis: University of Minnesota Press. 1988
- Postmodernism and Cultural Theories (kinesiska: 后现代主义与文化理论; pinyin: Hòuxiàndàizhǔyì yǔ wénhuà lǐlùn). Tr. Tang Xiaobing. Xi'an: Shaanxi Normal University Press. 1987.
- Late Marxism: Adorno, or, The Persistence of the Dialectic. London & New York: Verso. 1990
- Signatures of the Visible. New York & London: Routledge. 1990
- Postmodernism, or, The Cultural Logic of Late Capitalism. Durham, NC: Duke University Press. 1991
- The Geopolitical Aesthetic: Cinema and Space in the World System. Bloomington: Indiana University Press. 1992
- The Seeds of Time. The Wellek Library lectures at the University of California, Irvine. New York: Columbia University Press. 1994
- Brecht and Method. London & New York: Verso. 1998
- The Cultural Turn: Selected Writings on the Postmodern, 1983-1998. London & New York: Verso. 1998 Reissued: 2009 (Verso)
- A Singular Modernity: Essay on the Ontology of the Present. London & New York Verso. 2002
- Archaeologies of the Future: The Desire Called Utopia and Other Science Fictions. London & New York: Verso. 2005
- The Modernist Papers. London & New York Verso. 2007
- Jameson on Jameson: Conversations on Cultural Marxism. Durham, NC: Duke University Press. 2007
- The Ideologies of Theory. London & New York: Verso. 2009
- Valences of the Dialectic. London & New York: Verso. 2009
- The Hegel Variations: On the Phenomenology of Spirit. London & New York: Verso. 2010
- Representing Capital: A Reading of Volume One. London & New York: Verso. 2011, forthcoming
- The Antinomies of Realism. London & New York: Verso. 2013.
- The Ancients and the Postmoderns: On the Historicity of Forms. London & New York: Verso. 2015.
- An American Utopia: Dual Power and the Universal Army. Ed. Slavoj Žižek. London and New York: Verso. 2016.
- Raymond Chandler: The Detections of Totality. London and New York: Verso. 2016.
- Allegory and Ideology. London and New York: Verso. 2019.

### Utgivet på svenska
- Det politiskt omedvetna: Berättelsen som social symbolhandling